# 摂山駅
摂山駅（せっさんえき）は中華人民共和国江蘇省南京市棲霞区斉民東路と天佑路交差点の北側にある、南京地下鉄の駅である。6号線とS5号線が乗り入れ、両路線の接続駅となっている。

## 駅名
事業着手当初は南京地下鉄集団は「棲霞駅」の仮称を用いており、2024年6月6日に「摂山駅」を駅名として第一次公示され、2024年7月4日に「摂山駅」を駅名として第二次公示され、2024年8月1日に駅名が「摂山駅」に決定したことが発表された。

## 年表
- 2026年南京地下鉄S5号線の駅として開業予定。

## 駅構造

### のりば
| 番線 | 路線             | 行先                    | 行先          |
| ---- | ---------------- | ----------------------- | ------------- |
|      | 南京地下鉄6号線  |                         | 摂山 行き     |
|      | 南京地下鉄6号線  | 営苑南路駅・明故宮 方面 | 南京南駅 行き |
|      | 南京地下鉄S5号線 | 方面                    | 行き          |
|      | 南京地下鉄S5号線 | 方面                    | 行き          |

## 隣の駅
南京地下鉄
■6号線
紅梅駅 - 摂山駅 - ■
■S5号線
仙林湖駅 - 摂山駅 - 江乗駅